# Паскуцький Микола Антонович
Мико́ла Анто́нович Паску́цький (рос. Николай Антонович Паскуцкий; 9 (21) листопада 1894, станція Флорешти Південно-Західної залізниці Сороцького повіту Бесарабської губернії, тепер Молдова — розстріляний 28 липня 1938, Москва) — радянський державний діяч. Один з організаторів перемоги радянської влади та будівництва соціалізму в Середній Азії. Член Комісії радянського контролю при РНК СРСР у 1934—1937 роках.

## Життєпис
Народився 9 листопада (за новим стилем 21 листопада) 1894 року на станції Флорешти Південно-Західної залізниці в родині залізничного майстра . За іншими даними народився в губернському місті Кам'янець-Подільський. Росіянин.
У 1907 році закінчив початкову двокласну залізничну школу. У 1912 році закінчив нижче залізничне училище в Асхабадіі.
З червня 1912 по вересень 1913 року — технік-практикант на залізниці в Андижані. У вересні 1913 — лютому 1914 року — кресляр, межовий технік межової партії в місті Скобелєві. У лютому 1914 — липні 1915 року — кресляр, межовий технік межової партії в місті Теджені Закаспійської області.
З липня 1915 по травень 1917 року — рядовий 5-го Сибірського залізничного батальйону російської армії. Учасник Першої світової війни.
Після Лютневої революції 1917 року, з лютого по травень 1917 року — голова ротного комітету, член солдатського комітету 12-ї армії Північно-Західного фронту.
З червня 1917 року — член, у листопаді 1917 — липні 1918 року — голова Тедженської повітової ради (колишня Закаспійська область).
У 1918 році був лівим есером ).
У серпні — листопаді 1918 року — голова військово-політичного штабу Закаспійського фронту. 29 грудня 1918 — 17 квітня 1919 року — начальник штабу Закаспійського фронту.
Член РКП(б) з березня 1919 року 
17 квітня — 13 грудня 1919 року — член Революційної військової ради (РВР) Закаспійського фронту. З грудня 1919 року — член РВР Закаспійській групи військ Туркестанського фронту. 13 січня — 10 серпня 1920 року — член РВР 1-ї армії Туркестанського фронту. У серпні — жовтні 1920 року — начальник Ферганської армійської групи, військовий комісар 2-ї Туркестанської стрілецької дивізії. У жовтні — грудні 1920 року — голова Військової ради Ферганської області.
У жовтні 1920 — 1923 року — голова Економічної ради Автономної Туркестанської РСР. Одночасно в грудні 1920 — жовтні 1921 року — заступник народного комісара землеробства Автономної Туркестанської РСР. У жовтні 1921 — 1923 року — заступник голови Ради народних комісарів Автономної Туркестанської РСР.
З 1923 по 1924 рік — заступник голови Державної планової комісії при Ради праці і оборони СРСР.
У липні — листопаді 1924 року — народний комісар внутрішньої торгівлі Автономної Туркестанської РСР.
5 листопада 1924 — 15 лютого 1925 року — член Революційного комітету Туркменської РСР.
У 1925 — 1928 року — заступник голови Ради народних комісарів Туркменської РСР, голова Державної планової комісії при РНК Туркменської РСР.
27 листопада 1927 — 18 травня 1928 року — член Секретаріату ЦК КП(б) Туркменістану.
У червні 1928 — лютому 1930 року — член президії Державної планової комісії при Раді праці і оборони СРСР. У лютому 1930 — березні 1931 року — заступник голови та член президії Державної планової комісії при Раді праці і оборони СРСР.
З березня по жовтень 1931 року лікувався в Німеччині та на півдні СРСР.
У жовтні 1931 — березні 1932 року — заступник голови Всесоюзного об'єднання енергетичного господарства «Енергоцентр» ВРНГ СРСР.
У березні 1932 — жовтні 1934 року — голова Середньоазіатської Економічної ради при РНК СРСР у Ташкенті.
У грудні 1934 — жовтні 1937 року — начальник Головного бавовняного управління Народного комісаріату землеробства СРСР.
У грудні 1934 — жовтні 1937 року — 1-й заступник народного комісара землеробства СРСР.
Проживав у Москві (Воротніковський провулок, 3/10, квартира 44).
Делегат 15-го та 17-го з'їздів ВКП(б). На 17-му з'їзді обрано членом Комісії радянського контролю.

### Жертва репресій
Миколу Паскуцького заарештували 28 жовтня 1937 року. Через 9 місяців — 28 липня 1938 року — Військова колегія Верховного суду СРСР за звинуваченням у контрреволюційній діяльності засудила Паскуцькорго до розстрілу. Вирок виконано 28 липня 1938 року. Місце поховання — Комунарка.
Реабілітовано 4 липня 1956 року.

## Нагороди
1923 року за бойові заслуги нагороджений орденом Червоного Прапора (РРФСР) та почесною революційною зброєю.
1927 року нагороджений орденом Трудового Червоного Прапора № 1 Туркменської РСР.